# Michael Wilke (Fußballspieler)
Michael Wilke (* 30. Mai 1966) ist ein ehemaliger deutscher Fußballspieler.

## Werdegang
Der Mittelfeldspieler begann seine Karriere bei TuRa 06 Bielefeld und wechselte im Jahre 1985 zum Zweitligisten Arminia Bielefeld. Er feierte sein Zweitligadebüt am 10. Dezember 1985 beim 3:1-Sieg der Arminia gegen die SG Wattenscheid 09. Nach sieben Spielen und einem Tor für die Bielefelder verließ Wilke die Arminia am Saisonende und wechselte zu Eintracht Braunschweig. Mit der Eintracht stieg er im Jahre 1987 aus der 2. Bundesliga in die Oberliga Nord ab, schaffte aber danach den direkten Wiederaufstieg. Nach 83 Zweitligaspielen und vier Toren für die Braunschweiger verließ er den Verein im Sommer 1990 mit unbekanntem Ziel.